# Kefersteinia minutiflora
Kefersteinia minutiflora är en orkidéart som beskrevs av Dodson. Kefersteinia minutiflora ingår i släktet Kefersteinia och familjen orkidéer. Inga underarter finns listade i Catalogue of Life.